# Hal Kemp
Hal Kemp (* 27. März 1904 in Marion, Alabama; † 21. Dezember 1940 in Madera, Kalifornien) war ein US-amerikanischer Jazz-Saxophonist (Alt), Klarinettist, Arrangeur, Komponist und Bandleader.

## Leben und Wirken
Kemp, der schon auf der High School eine Band (The Merrymakers) hatte, gründete seine Jazzband „Carolina Club Orchestra“ als Student an der University of North Carolina (ab 1922), mit der auch für Okeh aufnahm und im Sommer durch Europa tourte. 1927 überließ er die Leitung der Band seinem Kommilitonen Kay Kyser (der sehr populär auch in Filmen wurde) und gründete in New York City eine professionelle Band mit John Scott Trotter (seinem Arrangeur), Saxie Dowell und dem Sänger und Schlagzeuger Skinnay Ennis, mit denen er schon an der Universität ein Septett hatte, sowie zeitweise den Trompetern Bunny Berigan und Jack Purvis; Trotter arrangierte für sie. Der Impresario Fred Waring holte sie nach New York ins Strand Roof; ihren Durchbruch hatten sie aber erst 1932 mit ihrem Engagement im Chicagoer Blackhwak Cafe, das landesweit vom Radiosender WGN übertragen wurde. Ihr „Sweet Sound“ mit gedämpften Trompeten und Megaphon-verstärkten Klarinetten machte die Band in den 1930er Jahren sehr populär; ihr Themensong war „How I’ll Miss You When Summer Is Gone“. Sie traten im Laufe der 30er unter anderem im New Yorker Waldorf Astoria und dem Palmer House in Chicago auf.
Sie hatten zwar keine herausragenden Musiker (nur Kemp und Trotter konnten gut Noten lesen), was aber durch die geschickten Arrangements von Trotter ausgeglichen wurde (wegen der von ihm eingeführten Stakkatos für die Trompeter, die nur schlecht die Töne halten konnten, scherzte Johnny Mercer, dass sie wie Schreibmaschinen klingen würden). Sie tourten oft in Europa, wo der Prince of Wales zu ihren Fans zählte. Als Trotter (1936) und andere markante Musiker wie Ennis die Band verließen, verlor sie ihren kennzeichnenden Sound und einen Teil ihrer Popularität.
Nach einem Gastspiel im Mark Hopkins Hotel in San Francisco wurde Kemp im San Joaquin Valley im Morgennebel von einem entgegenkommenden Auto frontal gerammt; er starb an den Folgen dieses Autounfalls (die Lunge wurde bei dem Zusammenstoß verletzt und er bekam eine Lungenentzündung). Zunächst leitete Bob Allen die Band weiter; sie wurde 1941 von Art Jarrett übernommen. Postum hatte Kemp Anfang 1941 den Hit „It All Comes Back To Me Now“, der Platz 5 der US-Charts erreichte.
Neben seinen Hauptinstrumenten konnte er auch Trompete und Klavier spielen.